# Gran Chaco

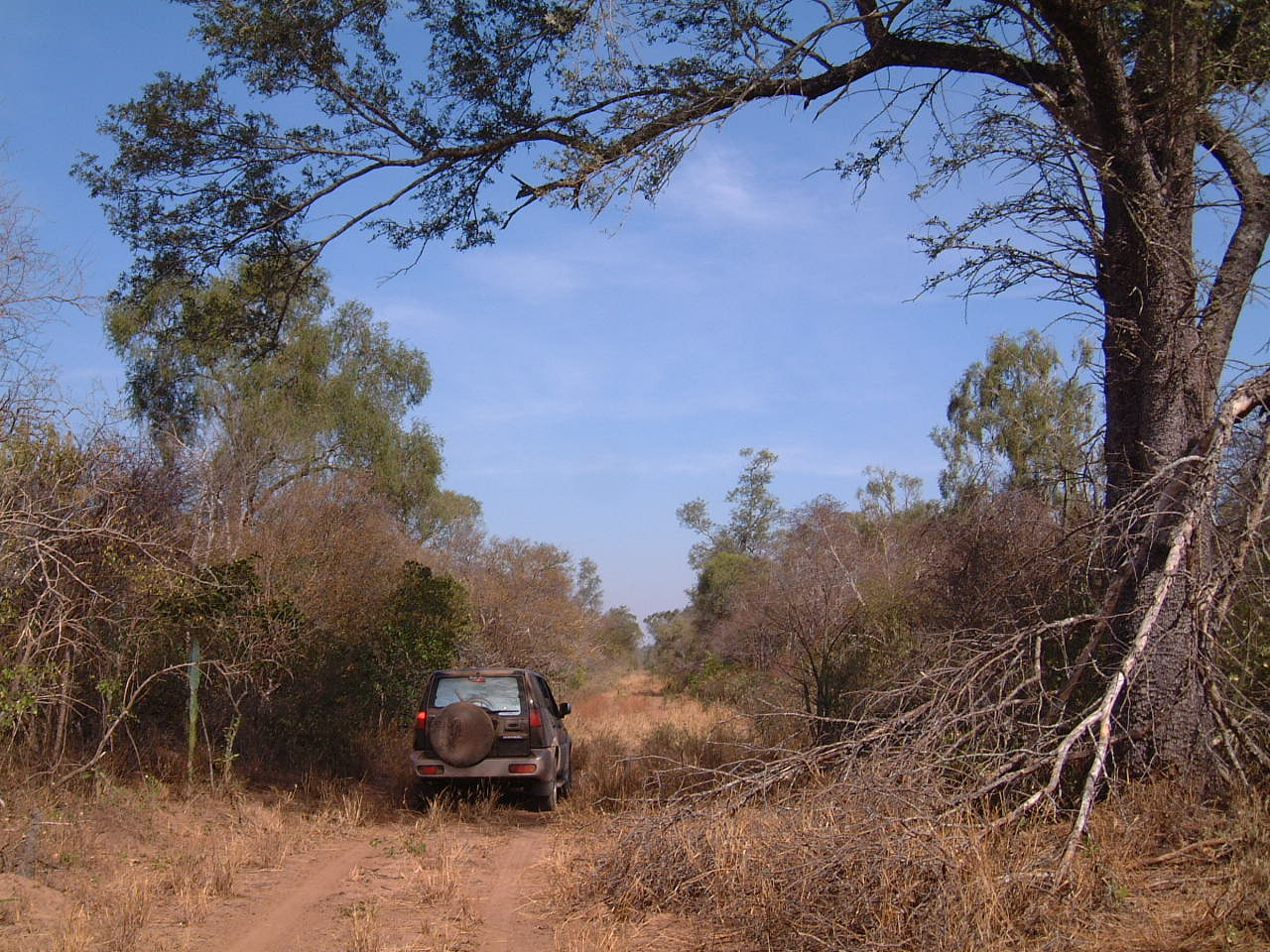
Monte virgen durante una temporada seca en el Alto Chaco.

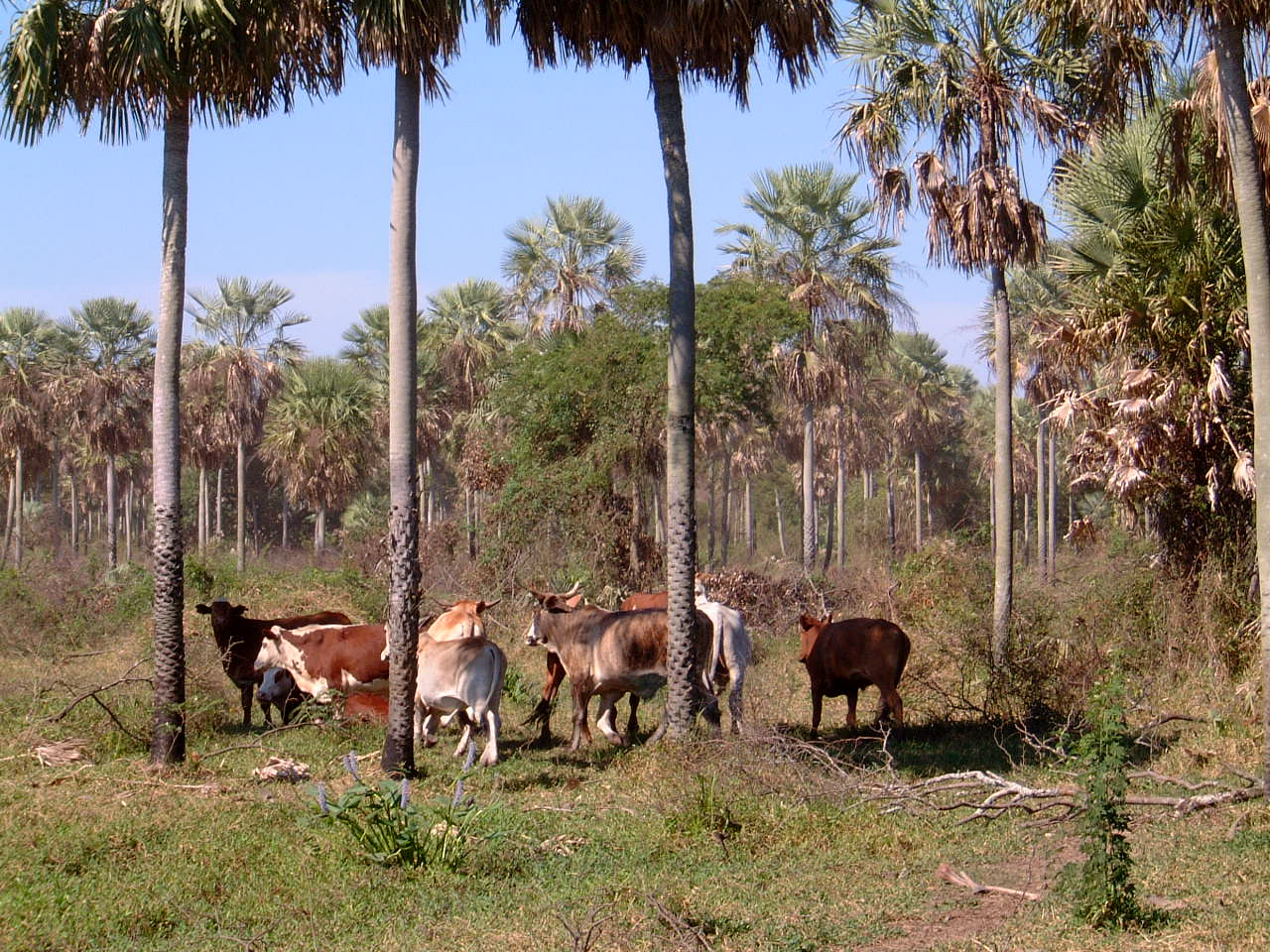
Ganadería extensiva en el Bajo Chaco.

El Gran Chaco es una región geográfica ubicada en el centro-sur de América del Sur que se extiende por parte de los actuales territorios de Argentina, Bolivia, Brasil y Paraguay. Incluye la parte central del norte argentino o región chaqueña argentina, la parte sur de la región de los llanos orientales de Bolivia, una pequeña parte del sudoeste brasileño y la región occidental de Paraguay.
Su nombre proviene de la palabra quechua "Chacu", que hace referencia a un tipo de caza que practicaban históricamente las comunidades indígenas de la región.

## Geografía
Se extiende desde el Paralelo 17 Sur (latitud tropical) hasta el Paralelo 30 Sur (latitud templada).
Limita al norte con la Amazonia. La zona de transición o ecotono la constituyen los Llanos de Chiquitos. Al este con la meseta brasileña y sus extensiones en la paraneña paraguaya y la meseta misionera. El límite con esta zona la constituyen los ríos Paraguay y Paraná. Limita al sur con la Pampa y está separada de ésta por el río Salado y la laguna Mar Chiquita; y al oeste con la región andina y subandina, sirviendo de límite la cota de 500 m s. n. m. 
Posee una superficie aproximada de 1 100 000 km² y está atravesada por los ríos Pilcomayo y Bermejo. 
Es dividido de norte a sur en:
- Chaco Boreal, que se extiende desde los Llanos de Chiquitos hasta el río Pilcomayo.
- Chaco Central, que se extiende entre los ríos Pilcomayo y Bermejo.
- Chaco Austral, que se extiende desde el río Bermejo hacia el Sur.

### Orografía
Orográficamente constituye la parte norte de la llanura chaco-pampeana que se caracteriza por un relieve de formas bastante planas. Se desarrolla por debajo de la cota de 500 m s. n. m. y presenta una suave pendiente general hacia el sudeste. Presenta zonas deprimidas como el Pantanal o los Esteros del Iberá.

### Ríos y sierras de la región
Dentro de los ríos y sierras que se ubican dentro de la región del Chaco, están los siguientes: 
- Ríos: Timane, Parapeti, Paraguay, Pilcomayo, Teuco, Bermejo, Paraná, Salado y Dulce.
- Sierras: Sierras Pampeanas y Serranías Subandinas.
- Lagunas: Laguna de Mar Chiquita.

## Clima, flora, fauna y uso del territorio

### Regiones naturales y clima
El clima y la topografía del Chaco varían a lo largo del territorio, por lo cual se ha hecho la siguiente clasificación:
- Chaco húmedo y subhúmedo: se caracteriza por tener un clima subtropical cálido. Las lluvias tienen una mayor diversidad biológica. La mayoría de los ríos del Gran Chaco se encuentran en esta región.
- Chaco semiárido: es una planicie que ocasionalmente presenta en la zona norte la presencia de ríos o lagunas.
- Chaco árido: es la zona más seca de toda la región. Su vegetación está constituida por xerófilas y matorrales.
- Chaco serrano: dentro de su vegetación se alternan bosques con especies subtropicales (como los quebrachos) con  pastizales.

### Flora y fauna
De acuerdo a las condiciones de la región, la flora y la fauna son diversas. Sin embargo, se pueden destacar las siguientes:
- Flora: el palo borracho (Ceiba speciosa), el quebracho blanco (Aspidosperma quebracho-blanco), algarrobo blanco (Prosopis alba), la palma negra (Copernicia alba), el jenipapo (Genipa americana) y la guaraniná (Sideroxylon obtusifolium).
- Fauna: mataco bola (Tolypeutes matacus), conejo de los palos (Dolichotis salinicola), carpincho (Hydrochoerus hydrochaeris), surubí (Pseudoplatystoma spp.), pecarí chaqueño (Catagonus wagneri), corzuela parda (Mazama gouazoubira).

### Uso del territorio
Aunque cultivado desde los primeros asentamientos españoles en el siglo XVI, el Chaco Sudamericano albergó solo áreas agrícolas aisladas y muy pequeñas hasta la década de 1970 (Morello et al. 2005). Desde entonces, los mercados cada vez más globalizados y los precios crecientes de los granos contribuyeron a disparar la tasa de expansión agrícola, con 16 % del suelo bajo cultivo al año 2000.

## Etnografía

Fotografía de una mujer choroque en Bolivia (1968).

El área del Gran Chaco está conformada por diez troncos lingüísticos de los cuales se desprenden aproximadamente cuarenta etnias diferentes que se ubicaron en los cuatro diferentes países que abarca el Chaco: Argentina, Bolivia, Brasil y Paraguay. A continuación, se presentan las diferentes familias lingüísticas con las etnias correspondientes y la ubicación de acuerdo al país.

### Mbayá-Guaycurú
- Argentina: qom (durante el siglo XIX y hasta inicios del presente siglo XXI más conocidos por el apodo peyorativo de origen guaraní "toba"), pilagaes, mocovíes, abipones, mbayaes.
- Paraguay: mbayaes.
- Brasil: caduveos.

### Mataco-Mataguayo
- Argentina: wichíes, mataguayos, chorotes, chulupíes, nivaclés y makaes

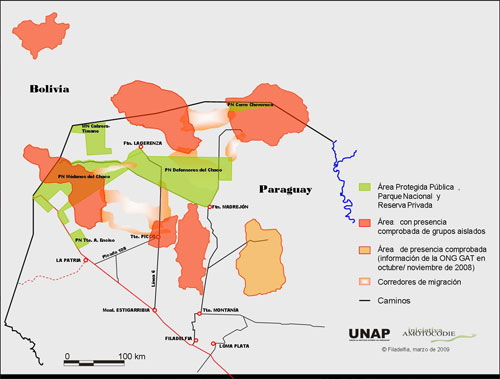
Mapa de supuesta presencia de los últimos grupos Ayoreo (Totobiogosode) no contactados en Paraguay.

- Bolivia: weenhayek (o wichíes).
- Paraguay: makaes, nivaclés.Mapa de supuesta presencia de los últimos grupos Ayoreo (Totobiogosode) no contactados en Paraguay.

### Zamuco
- Bolivia y Paraguay: ayoreos.
- Paraguay y Brasil: yshir o chamacocos.

### Enelhet-Enelhet (Maskoy)
- Paraguay: angaités, guanaes, sanapanaes, toba maskoy.

### Chiquitano o Besiro
- Bolivia: chiquitanos.
- Brasil: chiquito.

### Tupí-Guaraní
- Argentina: chiriguanos/ ava guaraníes, mbya, tapietés.
- Bolivia: chiriguanos/ava guaraníes, gwarayúes, juki, simba, sirionós, tapietés.
- Paraguay: chiriguanos/ava guaraníes, ñanderetáes, pai taviterã, mbya.
- Brasil: ñandevas, kaiowáes, mbya.

### Arawak
- Argentina: chanés.
- Brasil: kinikinawas, terenas.

### Toconoté
- Argentina: tonocotés.

## Historia

### Características generales de las culturas indígenas
De acuerdo con el etnólogo alemán Walter Krickeberg, en su obra titulada Etnología de América, hace una descripción general de las culturas del Gran Chaco, enfatizando las siguientes características generales:
- Debido a las características del terreno, no existió gran desarrollo de la agricultura. La mayoría de las etnias estaban conformadas por cazadores-recolectores-pescadores.
- La miel era un producto que se recolectaba en toda la región.
- El arma principal de los cazadores era el arco.
- El perro es el único animal doméstico conocido antes del contacto con los europeos.
- Las chozas eran cupuliformes de ramas encorvadas y paravientos.
- Tenían rituales de nacimiento, inicio de la pubertad y muerte. Se permitía el aborto y en algunos casos, el infanticidio.
- La pesca es de gran importancia. Se usaban buitrones (redes sumergibles).
- Sus utensilios para preparar alimentos eran quijadas de piraña, valvas de concha y puntas de hueso.

### Caduveos
Los caduveos se denominaban a sí mismos como cadiguegodí. Su ubicación principal fue en Brasil, especialmente en Mato Grosso del Sur. Actualmente se dividen en cuatro aldeas principales: Bodoquena, Campina, Tomázia y São João. Pertenecen a la familia lingüística mbayá-guaycurú. Son reconocidos como los últimos sobrevivientes de esta familia lingüística. Se les conoció también como "indios caballeros" por el gran uso y domesticación que le dieron a los caballos, y por esta razón, utilizaban más las lanzas que los arcos para la cacería. Vivían de la recolección de frutos silvestres, y se permitían la práctica del infanticidio y el aborto. Claude Lévi-Strauss les dedica un capítulo entero en su libro Tristes Trópicos, donde hace un análisis detallado sobre una de las características culturales principales de los caduveos: la pintura corporal. Dentro de este estudio, Lévi-Strauss hace las siguientes observaciones:
- Se mostraba la jerarquía de los nobles por medio de las pinturas corporales hechas con plantillas o tatuajes.
- La cara y a veces el cuerpo se cubrían por una serie de arabescos asimétricos.
- Podían hacerse en pintura o tatuajes.
- Se divide la cara en cuatro partes para ser decorada.
- De acuerdo con el misionero jesuita Sánchez Labrador (1760), las castas nobles solo se pintaban la frente y solo los cautivos se pintaban la cara completa.
- De igual forma, solamente las mujeres jóvenes eran las que seguían esa tradición.
- Actualmente, las pinturas solamente se realizan por placer, y pueden ser temporales o permanentes.
- La tinta estaba hecha del fruto del árbol Jenipapo, o Genipa Americana y usaban espinas de pescado para realizarse los tatuajes.

### Expediciones incas, Conquista del Gran Chaco y reducciones jesuitas y franciscanas
Para otros usos, véase también Invasiones guaraníes. Conquista del Chaco y Misiones jesuíticas en América
El Chaco, favorecido por la impenetrabilidad de su territorio y la férrea resistencia de sus habitantes, quedaría como propiedad de las culturas originarias por tres siglos más desde la llamada conquista de América por parte de los europeos. Con anterioridad, los incas bajo el mando de Túpac Yupanqui habían intentado conquistar el Gran Chaco sin éxito. En 1524 Alejo García fue el primer europeo en internarse en el Gran Chaco. Penetró en el Chaco llegando hasta las estribaciones andinas. Juan de Ayolas, Alguacil Mayor, se interna luego en el Chaco llegando hasta Bolivia. Muere en manos de los nativos en el viaje de regreso (1540). El 11 de marzo de 1542 llega a Asunción Álvar Núñez Cabeza de Vaca, quien intenta llegar a la supuesta sierra de la Plata. El capitán Hernando Ribera fue enviado al norte y remontó el río Paraguay.
A continuación, se presenta un cuadro con las principales misiones realizadas por jesuitas y franciscanos en el área del Chaco.
| Año  | Misión                            | Orden       | Etnia                  | País      | Descripción |
| ---- | --------------------------------- | ----------- | ---------------------- | --------- | --- |
| 1580 | San Lorenzo de los Altos          | Franciscana | Guaraní                | Paraguay  | Luis de Bolaños y Alonso de Buenaventura. Consiguieron reunir a más de 1300 indígenas.                                           |
| 1610 | Nuestra Señora María de los Reyes | Jesuita     | Guaykurú               | Paraguay  | Roque González de Santa Cruz. En Yasocá, ubicado a una legua del río Paraguay frente a Asunción.                                 |
| 1708 | Concepción                        | Jesuita     | Chiquitana             | Bolivia   | Fundada por el jesuita Lucas Caballero. En 1767 pasó a ser administrada por civiles.                                             |
| 1717 | Concepción en el Valle de Salinas | Jesuita     | Chiriguana y Mataguaya | Bolivia   | Fundada en el año 1717 por el padre Francisco Guevara. Los franciscanos se hicieron a cargo en 1769 por el corregidor de Tarija. |
| 1760 | Nuestra Señora de Belén           | Jesuita     | Mbayá                  | Paraguay  | Los jesuitas buscaban conectar las misiones de Chiquitos (Bolivia) con las de Paraguay.                                          |
| 1851 | San Roque de Aguairenda           | Franciscana | Chiriguana             | Bolivia   | Giuseppe Giannelli. Aquí las epidemias provocaron la disminución de la población originaria, en 1896 había 290 personas.         |
| 1900 | Nueva Pompeya                     | Franciscana | Wichi                  | Argentina | En el año 1900 las autoridades chaqueñas concedieron 20 000 hectáreas.                                                           |
| 1901 | San Francisco de Laishí           | Franciscana | Tobá                   | Argentina | Durante la segunda presidencia de Julio Roca se autorizó fundar reducciones indígenas en Formosa.                                |

### Guerra del Chaco
La guerra del Chaco fue un enfrentamiento entre Paraguay y Bolivia que duró de 1932 a 1935. Una de las razones principales del conflicto es que desde la conformación de los respectivos Estados-Nación no se encontraba bien delimitado el territorio, siendo la subregión del Chaco Boreal la que se disputaban. Entre las consecuencias, se encuentra el impacto a las comunidades indígenas. El 27 de abril de 2009, 74 años después de finalizado el enfrentamiento bélico, los presidentes Evo Morales de Bolivia y Fernando Lugo de Paraguay firmaron en Buenos Aires el acuerdo definitivo de límites territoriales del Chaco Boreal.

### Actualidad
En censos realizados en los últimos años, el porcentaje de ubicación de las comunidades indígenas se ha dividido de la siguiente manera:
- En el Chaco argentino viven aproximadamente 149 000 indígenas, el 6 % del total del país.
- En el Chaco boliviano viven aproximadamente 136 505 indígenas, el 2,7 % del total del país.
- En el Chaco paraguayo viven aproximadamente 39 240 indígenas, el 5 % del total del país.

### Reformas legales
Dentro de las reformas legales para el reconocimiento a los pueblos indígenas que cada país que integra el área del Gran Chaco ha realizado de manera interna, destacan las siguientes:
- Argentina: En 1994 se reforma la Constitución Nacional. Originalmente se señalaba "mantener a los indios en reservas y convertirlos a la religión católica". Actualmente, después de la reforma dice: "reconocer la preexistencia étnica de los pueblos indígenas argentinos. Garantizar el respeto a su identidad y el derecho a una educación bilingüe e intercultural".
- Brasil: Constitucionalmente se hace referencia a los pueblos y lenguas indígenas hasta el año 1988. Se reconocen las comunidades en el capítulo VIII, que tiene por nombre “De los Indios (Dos Índios)”.
- Bolivia: Con el gobierno de Evo Morales se reconocen las 36 lenguas habladas en el país, de acuerdo con el Art. 5, inciso I de la Carta Magna Boliviana. Destaca la obligatoriedad de la formación de una educación trilingüe: lengua española, lengua originaria y lengua extranjera.
- Paraguay: En la Constitución de 1992 se reconoce como un estado pluricultural y bilingüe, reconociendo como lenguas oficiales el español y el guaraní.

## Datos complementarios

### Principales ciudades

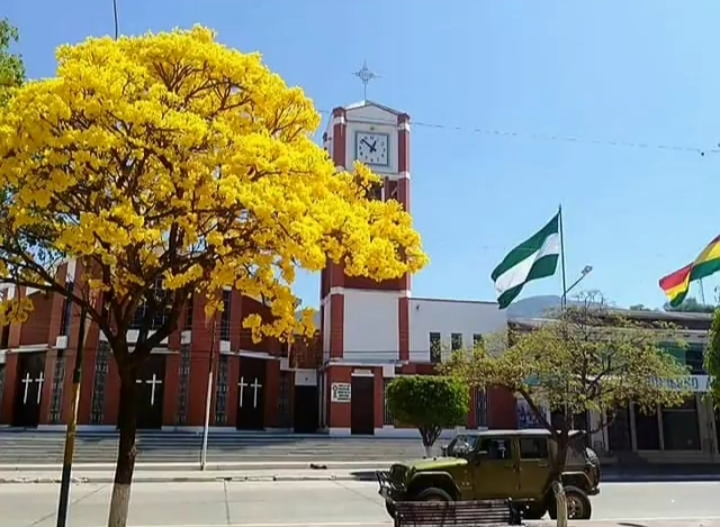
Vista de la Catedral San Francisco de Asís de la ciudad de Camiri; se aprecia un Lapacho en flor.

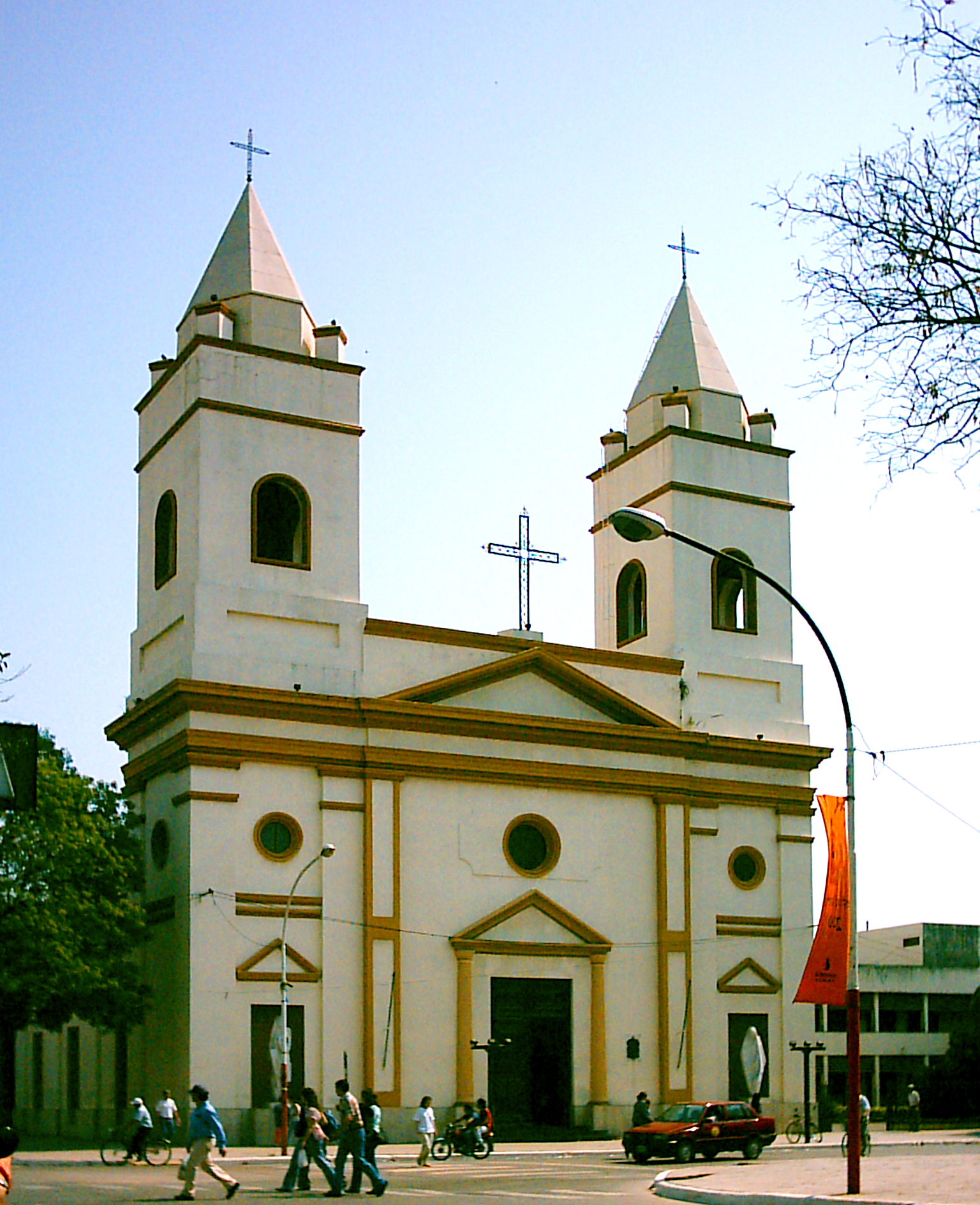
Catedral San Fernando Rey de Resistencia.

- San Miguel de Tucumán (Argentina), 800 000 habitantes.
- Resistencia (Argentina), 385 000 habitantes.
- Santiago del Estero (Argentina), 327 000 habitantes
- Ciudad de Formosa (Argentina), 234 150 habitantes.
- Yacuiba (Bolivia), 97 296 habitantes
- Clorinda (Argentina), 52 837 habitantes.
- Villa Hayes (Paraguay), 50 000 habitantes.
- Villa Montes (Bolivia), 39 800 habitantes.
- Camiri (Bolivia), 33 838 habitantes.
- Filadelfia (Paraguay), 20 000 habitantes.
- Mariscal Estigarribia (Paraguay), 15 000 habitantes.

### Porcentaje de superficie por país
La región chaqueña ocupa diferentes extensiones en cada uno de los siguientes países.
- Chaco argentino: posee una superficie de aproximadamente 682 500 km², 49,6 %.
- Chaco paraguayo: posee una superficie de aproximadamente 250 900 km², 27,1 %.
- Chaco boliviano: posee una superficie de aproximadamente 153 400 km², 18,4 %.
- Chaco brasileño: posee una superficie de aproximadamente 83 200 km², 4,9 %.